# یوخن فراتس
یوخن فراتس (آلمانی: Jochen Fraatz؛ زادهٔ ۱۴ مه ۱۹۶۳) بازیکن هندبال اهل آلمان است.
وی در مسابقات کشوری و بین‌المللی در مجموع برندهٔ ۱ مدال نقره شده‌است.